# Saint-Pey-d'Armens
 Saint-Pey-d'Armens  là một xã thuộc tỉnh Gironde trong vùng Aquitaine tây nam nước Pháp. Xã này nằm ở khu vực có độ cao trung bình 11 mét trên mực nước biển.